# Robert Isaac Wilberforce
Pour les articles homonymes, voir Wilberforce.
Compléments
Prêtre anglican (1826-1854), converti au catholicisme.
Robert Isaac Wilberforce, né le 19 décembre 1802 et mort le 3 février 1857, est un prêtre anglican, théologien et écrivain britannique. Membre actif du mouvement d'Oxford, il se convertit au catholicisme en 1854. Souhaitant devenir prêtre catholique, il entre au séminaire mais meurt peu de temps avant son ordination.

## Biographie

### Famille
Robert est le fils de William Wilberforce et de son épouse Barbara Spooner Wilberforce (en). Il a ainsi pour frères Samuel et Henry Wilberforce.
Le 18 juin 1832, il épouse Agnès Wrangham Frances, avec qui il a deux fils : Edward, maître de la cour suprême d'Angleterre et du Pays de Galles de 1899 à 1914, et William, devenu pasteur anglican. Agnès meurt en couches en novembre 1834.
En 1837, Robert épouse alors en secondes noces une femme nommée Jane Legard, avec qui il n'a pas d'enfant. Elle meurt à son tour en 1853.

### Carrière ecclésiastique
En 1823, il entre à l'Oriel College d'Oxford, où il rencontre notamment John Henry Newman, Edward Bouverie Pusey et John Keble.
En 1826, il est ordonné prêtre anglican. Après quelques années, il devint l'un des tuteurs de Oriel College. Le prévôt Edward Hawkins n'aimant pas son point de vue religieux, Wilberforce démissionne et quitte Oxford en 1831. En 1832, il part à Farleigh (Kent), puis, en 1840, il emménage à Burton Agnes, près de Hull.
En 1841, il est nommé archidiacre du diocèse d'East Riding de Yorkshire. C'est vers cette époque qu'il se lie d'amitié avec Henry Manning. Ils ont alors une correspondance épistolaire sur des questions ecclésiastiques, théologales, et principalement sur les rapports entre l'Église d'Angleterre et le catholicisme romain.
En 1851, Manning rejoint l'Église catholique romaine. Trois ans plus tard, Wilberforce fait de même. Il entre ensuite au séminaire dans le but de devenir prêtre catholique mais meurt avant son ordination, à Albano, le 3 février 1857. À sa demande et avec l'autorisation du pape Pie IX, il est enterré à Rome dans l'église de la Minerve, près du Panthéon. Son tombeau est situé juste à l'extérieur du transept droit de l'église.

## Publications
- (en) Church Courts and Church Discipline (1843);
- (en) Doctrine of the Holy Eucharist (1853);
- (en) Doctrine of the Incarnation in Relation to Mankind and the Church (1848 and later editions);
- (en) The Five Empires, a Sketch of Ancient History (1840);
- (en) A Sketch of the History of Erastianism (1851); and
- (en) An Enquiry into the Principles of Church Authority (1854)